# Beckenbodenschrittmacher
Beckenbodenschrittmacher (auch Neuromodulator) bzw. Sakrale Neuromodulation wird als SNM abgekürzt. Es wird synonym benutzt mit Sakrale Neurostimulation, SNS und Interstim II.

## Definition
Die sakrale Neuromodulation ist eine wissenschaftlich fundierte empirische Therapie von funktionellen Störungen im Unterbauch, kleinen Becken und Beckenboden. Gemeint sind krankhafte, oft sehr belastende Störungen, ohne dass eine klare organbedingte Verletzung (z. B. Schließmuskelriss) oder anatomisch sichtbare Krankheit (z. B. Blasensenkung, Darmvorfall) zu finden ist. Die Ursache für solch eine Störung kann selten geklärt werden, z. B. bei Patienten mit Multipler Sklerose.
Mit dem Neuromodulator (Beckenbodenschrittmacher) werden über spezielle feine Elektroden die sogenannten Sakralnerven, die die Funktion von Beckenboden, Blase und Enddarm steuern, durch elektrische Impulse moduliert, um eine Verbesserung der biologischen Reflexbögen und Abläufe zu erreichen. Durch Modulation dieser Nerven können sowohl eine Überaktivität als auch eine Unteraktivität von Blase oder Darm verbessert werden.
Die Methode sollte am korrektesten als sakrale Neuromodulation bezeichnet werden, oft sprechen Anwender von der Sakralnervenstimulation, kurz SNS. Patienten und Angehörige sprechen oft von ihrem Beckenbodenschrittmacher, Blasenschrittmacher oder sagen auch SNS.

## Medizinisch-historische Entwicklung
Die sakrale Neurostimulation wird seit mehr als 20 Jahren in Europa zur Behandlung von Funktionsstörungen von Blase oder Enddarm eingesetzt. Die erste Anwendung in der Urologie erfolgte 1988, damals galt es noch als experimentelles Verfahren.
Die sakrale Neuromodulation ist seit 1994 in Europa offiziell zugelassen. Inzwischen wurden weltweit mehr als 300.000 Patienten mit dieser Methode behandelt. Statistisch gesehen, sind je nach Diagnose 60–85 % der mit einem Schrittmacher implantierten Patienten auch dauerhaft zufrieden. Ein hundertprozentiges Verschwinden der Symptome sollte jedoch nicht erwartet werden, das Gerät zielt auf eine Verbesserung der Funktion und damit der Lebensqualität. Andererseits gilt es als gesichert, dass es nach auch jahrzehntelanger Anwendung mit dem Verfahren keine Langzeitschäden gibt.

## Anatomie und Physiologie
Um das Verfahren zu verstehen, muss die Anatomie des Beckens bekannt sein.

### Kontinenz
Die Fähigkeit Urin und Stuhl halten zu können, um später, zu einem sozial geeigneten Zeitpunkt, ohne Leidensdruck sich zufriedenstellend zu entleeren, definiert die Kontinenz.

### Kontinenzleistung
Diese Leistung ist nur möglich durch ein äußerst kompliziertes harmonisches Zusammenspiel von Psyche, Mentalen Fähigkeiten, Großhirn, Rückenmark, Sakralnerven, Hohlorgan (Darm oder Blase), Beckenbodenmuskeln, Schließmuskeln.
Dabei müssen Sensorik, Informationsverarbeitung, Muskelaktivierung und Muskelrelaxation in genauen zeitlichen Abläufen wohldosiert zusammenarbeiten.
Zwischen Sakralnerven und Zielorganen liegt ein komplexes Nervengeflecht (Nervus hypogastricus und Plexus sacralis). Hier kann der Funktionsstörung entgegengewirkt werden.
Die Sakralnerven gehen vom Rücken in das kleine Becken, wo Blase und Enddarm liegen, und verlaufen durch Öffnungen in das Kreuzbein (Os sacrum), genannt Neuroforamina (sing. Neuroforamen). An dieser Stelle liegen die Nerven unter der Haut und können gut erreicht werden. Die Elektroden werden in ein Neuroforamen gelegt. So kann schonend eine Stimulation des Nervus hypogastricus/Plexus sacralis erfolgen.

## Indikation

### Wann ist das Verfahren geeignet?
Der Patient sollte zu einem Spezialisten (Gynäkologen, Proktologen, Urologen) gehen, der mit der Methode erfahren ist. Es sind wenige Zentren mit dem Schwerpunkt Neurourologie, Urogynäkologie oder Koloproktologie, noch weniger sind von der Firma Medtronic als Ausbildungszentren anerkannt.
- Ausschluss anatomischer Ursachen: Zuerst muss der Arzt korrigierbare Ursachen (z. B. Vorfall, Dammriss …) ausschließen oder beheben. Oft wird eine Blasensenkung angehoben, ein Darmvorfall gestreckt oder entfernt, oder eine Beckenbodensenkung fixiert. Manchmal bleiben danach trotz erfolgreicher Operation funktionelle Beschwerden, oder es können keine anatomischen Veränderungen festgestellt werden.
- Konservative Therapie: Therapieoptionen ohne Operation (= konservativ) sollten ohne Erfolg versucht worden sein oder sind nicht zufriedenstellend erfolgreich oder sind nicht machbar.

In aller Regel muss der Patient ein Stuhltagebuch oder Miktionstagebuch über drei bis vier Wochen führen.

### Für wen und bei welchen Diagnosen ist das Verfahren geeignet?

#### Leidensdruck
Obwohl funktionelle Störungen keine Notfälle sind und selten gefährlich sein können, ist der Leidensdruck der Betroffenen oft sehr hoch.
Jede Altersgruppe und beide Geschlechter können betroffen sein. Aus Angst trauen sich viele Patienten kaum noch aus dem Haus. Alle Aktivitäten werden nach dem Vorhandensein einer Toilette ausgerichtet. Nicht selten ziehen sich die betroffenen Patienten ganz aus dem gesellschaftlichen Leben zurück.

#### Diagnosen
Es gibt fünf Hauptgründe für Beschwerden, die den Einsatz eines Beckenbodenschrittmachers sinnvoll machen können.
Nicht selten liegt auch eine doppelte Beeinträchtigung von Blase und Enddarm vor – zum Beispiel bei Patienten mit neurologischen Störungen, wie Multipler Sklerose, oder nach Wirbelsäulenoperationen. Dann können mit ein und derselben Methode beide Erkrankungen behandelt werden.
1. Bei Reizblase (Dranginkontinenz, überaktive Blase).
  - Die betroffenen Patienten leiden unter einem sehr starken Harndrang und müssen mitunter sehr häufig wasserlassen, zum Teil öfter als 20 Mal pro Tag. Eine zufriedenstellende Verbesserung kann in circa 70 % der SNS-Tests durch die SNS erreicht werden.
2. Bei Schließmuskelschwäche (Sphinkterinsuffizienz)
  - Diese Patienten sind einem besonderen Leidensdruck ausgesetzt, da sie den Stuhlgang oder Darmgase nicht ausreichend kontrollieren oder hinausschieben können.[7] Die Stuhlinkontinenz ist die beste Indikation für die Sakrale Neuromodulation, ein Erfolg wird in über 80 % der Testungen erreicht.
3. Bei Schlaffer Blase (Blasenatonie): Patienten mit schlaffer Blase haben hohe Restharnmengen und müssen sich typischerweise mehrmals am Tag einem sterilen Selbstkatheterismus unterziehen. Wenn entsprechende Nervenbahnen reaktiviert und moduliert werden, lassen sich auch diese Patienten in ca. 70 % der Fälle gut behandeln.
4. Bei Darmentleerungsstörung (Verstopfung) liegt in 20 % der Fälle eine Slow-Transit-Störung vor. Dabei geht es um eine neurologische Störung der Funktionsweise des Plexus-Myentericus, der über die Modulation der Sakralnerven in durchschnittlich 40 % der Fälle gebessert werden kann.
5. chronische Beckenbodenschmerzen durch krankhafte Nervenleitung kann in einigen Fällen gute Erfolge erzielt werden.[2] Verlässliche Statistiken über Erfolgsraten der SNS-Testung liegen leider nicht vor.

## Wie funktioniert die Therapie?
Letztendlich ist nicht vollständig geklärt, wie das Verfahren funktioniert. Klar ist, dass durch die leichten Reizströme in der richtigen Menge und an der richtigen Stelle eine Rekrutierung von Nervenfasern, Nervenzellen und Muskelzellen stattfindet; außerdem findet eine Verstärkung oder Beruhigung der körpereigenen Nervenimpulse statt. Diese Wirkung ist grundsätzlich nachweisbar, unter der Bedingung, dass das gestörte System Hirn-Sakralplexus-Beckenboden noch vollständig vorhanden ist. Dies erklärt, warum bei kompletter Querschnittlähmung das Verfahren ungeeignet ist: Die Kette vom Hirn bis zum Beckenboden muss zumindest teilweise erhalten sein. Beim unvollständigen Querschnittverletzten hingegen, kann das Verfahren gut helfen.

### Die Wirkung
Die Wirkung des Verfahrens ist grundsätzlich an den Zielorganen messbar: mehr Kraft, bessere Reizleitung … Diese Wirkung muss nicht unbedingt für den Erfolg der Behandlung ausreichend sein.
Es gibt kein „Ein-aus-System“. Der Patient wird nicht „auf Knopfdruck“ urinieren, sondern auf ganz natürliche Weise merken, dass er drang hat, auf Toilette muss und sich dort normal durch Entspannung entleeren kann. Das SNS-System unterstützt diesen „normalen“ natürlichen Kreislauf, der Patient braucht nichts Weiteres zu tun.

#### Erfolgreiche Testung/Therapie
Ein Erfolg der Therapie ist eine für den Patienten ausreichende Besserung der beklagten Beschwerden. Deswegen wird das Verfahren zuerst bei dem Patienten mit einem vorübergehenden Stimulator über zwei bis drei Wochen getestet (ausprobiert). Erst wenn in der Testphase eine ausreichende Zufriedenheit beim Patienten vorliegt, wird eine definitive Implantation durchgeführt.
Die chirurgisch einfache und wenig belastende Testung und die Implantation (minimal-invasiv) sind schonend und reversibel, d. h., es lässt sich ohne weiteres wieder rückgängig machen.
Die Elektrode wird über einen 3–4-mm-Mini-Stich unter Bildwandlerkontrolle eingeführt. An der Wirbelsäule, am Rückenmark oder am Beckenboden werden keinerlei Veränderungen vorgenommen und keine chirurgischen Risiken eingegangen. Dass für den Patienten keinerlei Komplikationen zu erwarten sind, ist der größte Vorteil des Verfahrens.
Durch die fast unbegrenzten Möglichkeiten der Einstellungen der elektrischen Stimulation an den Sakralnerven werden erwünschte Änderungen der Darm- und Blasenfunktion erreicht:
- - bessere Entleerung,
  - bessere Sensibilität
  - mehr Kraft.[6]

## Bestandteile des Systems

### Tined-Lead-Elektrode

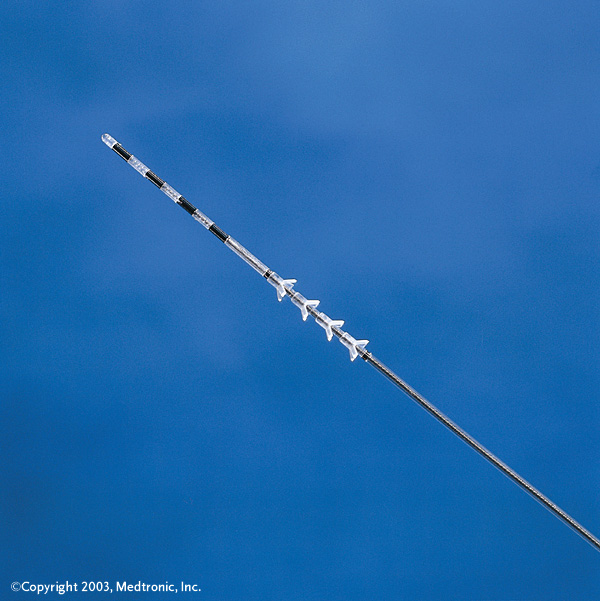
Tined Lead Elektrode mit Widerhaken

Es ist ein isolierter Elektrodendraht mit vier kombinierbare Kontaktflächen und vier weiche Gummi-Widerhaken zur Befestigung ins Neuroforamen. Die bestmögliche Platzierung der Tined-Lead-Elektrode ist der wichtigste therapeutische Schritt für den Erfolg der Methode.

### Neuromodulator (Interstim II)

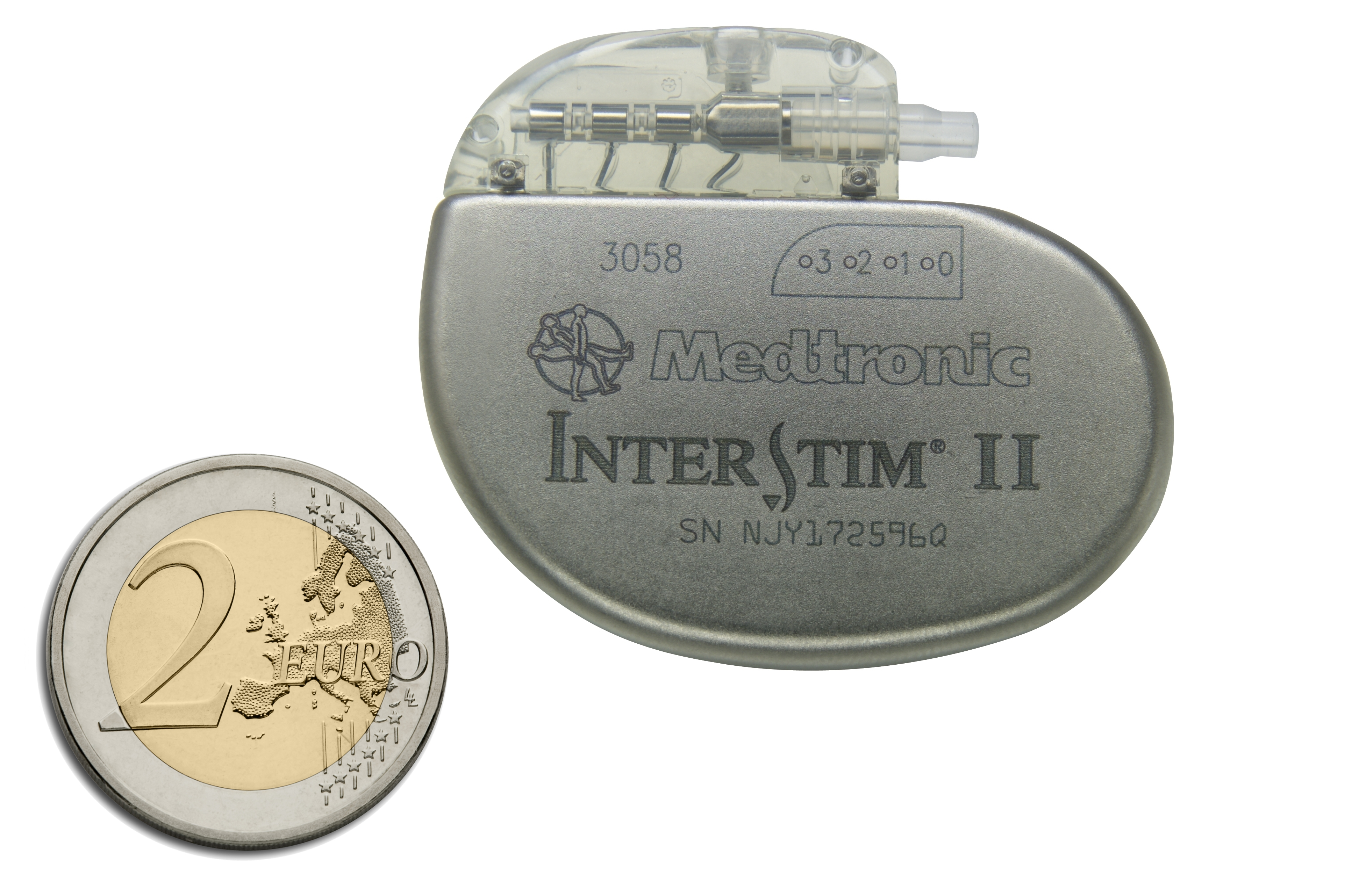
Implantierbaren Neuromodulator Interstim II

Er ist von der Technologie baugleich mit den lange bekannten Herzschrittmachern – die Programmierung ist jedoch eine ganz andere.

### Externer Test-Neuromodulator (Verify)

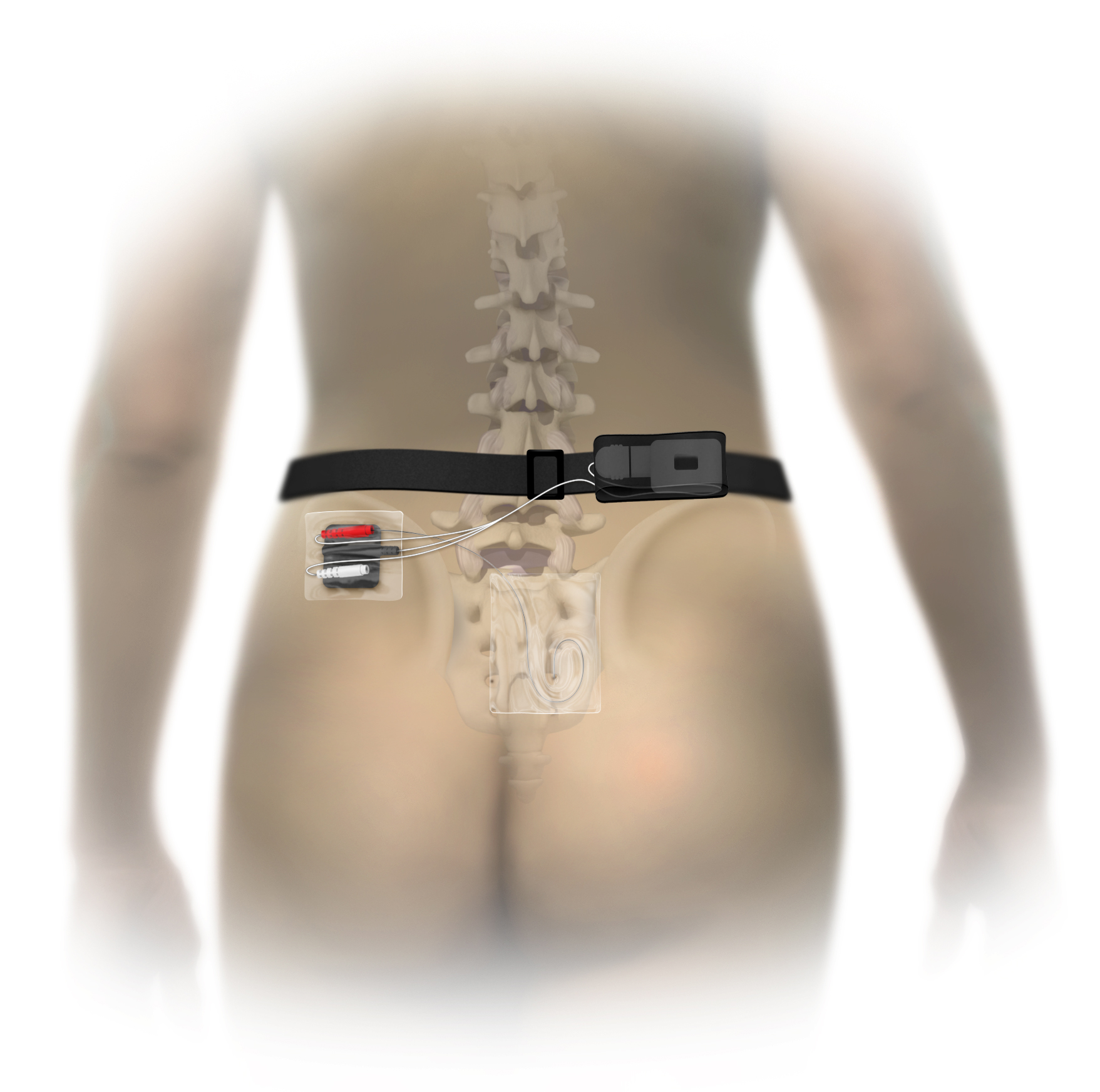
Verify: temporärer externer Neuromodulator für die Testphase am Patienten

Dieses kleine Gehäuse (51 mm × 43 mm × 15 mm) mit einer AAAA-Batterie wird an einem mitgegebenen Gürtel vom Patienten getragen – er wird über eine Draht-Verlängerung für die Testphase mit der Tine-Lead-Elektrode verbunden.

### Das Arzt-Programmiergerät N’Vision
Beim Programmiergerät handelt es sich um ein tragbares Gerät für die Programmierung, Funktionskontrollen und Messungen des implantierten Neuromodulators.

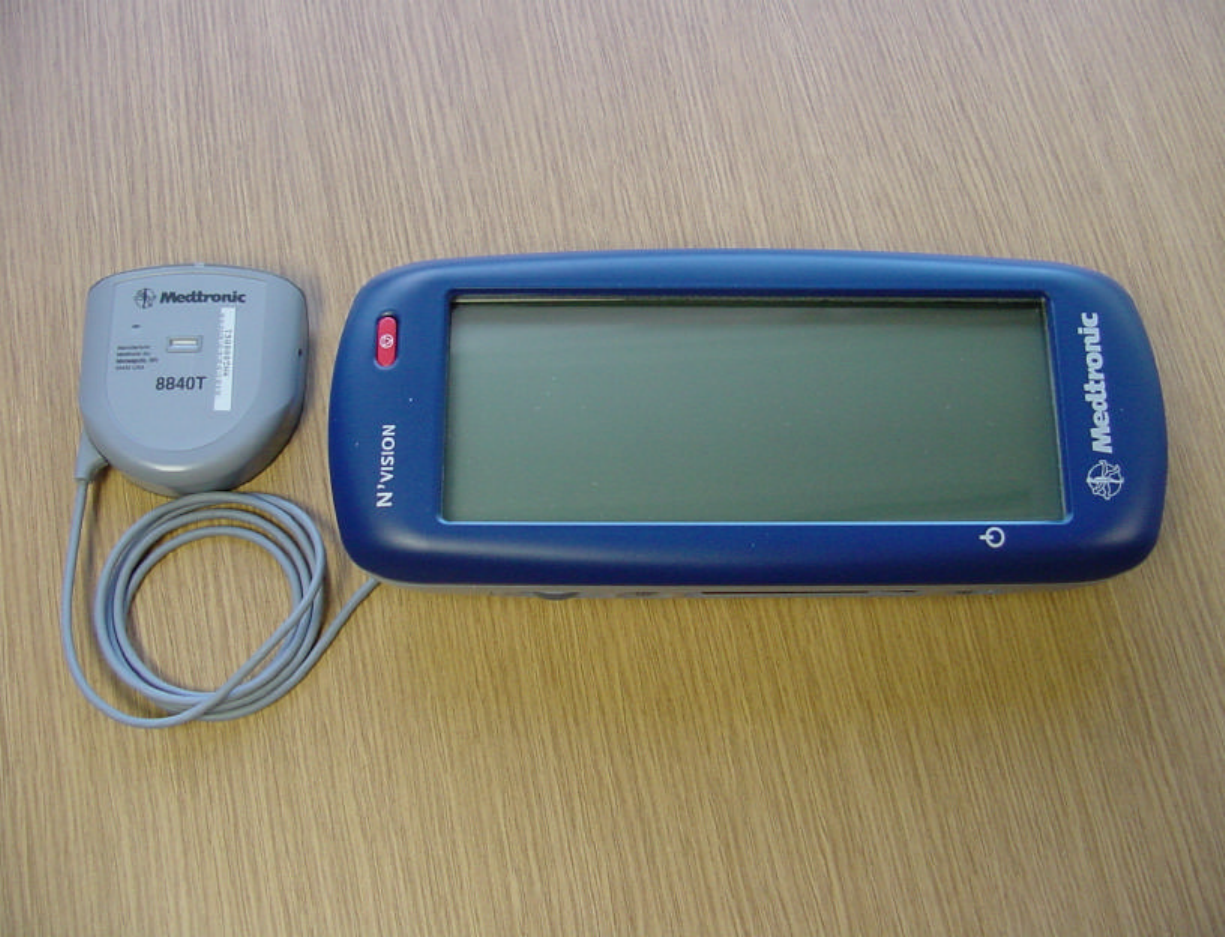
Arzt-Programmiergerät N’Vision mit Telemetrie-Kopf

Das Programmiergerät verfügt über ein Touchscreendisplay für die Dateneingabe, einen Telemetriekopf für die Verbindung mit dem implantierten Interstim II sowie über eine Infrarotschnittstelle zur Verbindung mit dem Patienten-Bediengerät-Icon.

### Das Bediengerät für den Patienten (Icon)

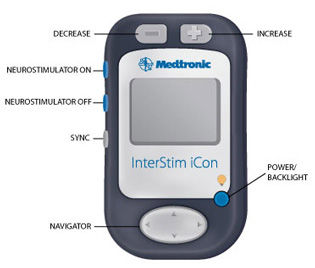
Patienten-Bediengerät Icon

Es ist eine kleine Fernbedienung für den Patienten. Die Telemetrie erfolgt auf Hautkontakt direkt über der Stelle, wo der Neuromodulator implantiert wurde. Der Patient wird in der Anwendung geschult.

## Ablauf der Sakralen Neuromodulation

### SNS-Test in Narkose: akute Testung
Der Patient wird in Narkose getestet: Es werden feine Neuroelektroden eingeführt und die Beckenfunktion wird getestet.
An bestimmten Muskelzuckungen des Beckenbodens kann der Arzt erkennen, dass eine ausreichende Funktion vorliegt und die Elektroden richtig positioniert sind.
Die Testelektroden werden über einen 3–4 mm langen Stich eingepflanzt.

### Ambulante SNS-Testphase: chronische Testung
Bei erfolgreicher „Antwort“ des Beckenbodens in der akuten Testung ist die Wirksamkeit wahrscheinlich.
Nun soll der Erfolg auf die Zufriedenheit des Patienten getestet werden: Die bereits implantierten Elektroden werden mit einem äußeren Test-Schrittmacher verbunden, den der Patient an einem kleinen Gürtel trägt.
Die Einstellungen und das Ausschalten sind problemlos über eine Bedienung möglich.
Nach fertiger Programmierung/Einstellung in der Testphase braucht der Patient im Alltag nichts weiter zu tun.
Über zwei bis drei Wochen werden die Stuhltagebücher/Miktionstagebücher weitergeführt, im Vergleich zum Verlauf vor der Testung kann ein Erfolg dokumentiert werden.

### Definitive Implantation
Bei mindestens 50 % Verbesserung/Zufriedenheit des Patienten wird der definitive miniaturisierte Nervenstimulator (Interstim II) unter der Gesäßhaut eingepflanzt.
Bei fehlendem Erfolg werden die Testelektroden entfernt (Explantation).
Nach der Implantation ist der Patient wieder belastbar, langfristig ohne besondere Einschränkungen. Er braucht an keiner Bedienung mehr zu manipulieren, keine Einstellungen mehr vorzunehmen, das Nervensystem funktioniert dann „optimiert“ natürlich weiter. Das Gerät kann jederzeit abgeschaltet werden. Der Schrittmacher ist von außen nicht sichtbar.

## Ergebnisse der Sakralen Neuromodulation
Die Ergebnisse der Neuromodulation für die genannten Indikationen sind gesichert und finden Platz in den gültigen Leitlinien der AWMF.
Bei der Blasenentleerungsstörung und der Stuhlinkontinenz liegt eine signifikante Verbesserung der Lebensqualität vor.
Bei 50 bis 70 % der Patienten liegt ein komplettes Verschwinden der Inkontinenz vor. Bei 60 bis 100 % der Patienten liegt eine über 50%ige Besserung der Kontinenzleistung vor: Es bedeutet mindestens eine Halbierung der Häufigkeit der Inkontinenzepisoden.
Kurz- oder langfristige Nebenwirkungen sind nicht bekannt.

## Komplikationen und Nachteile

### Komplikationen
Ein wesentlicher Vorteil der SNS ist die geringe Komplikationsrate (seltene Ereignisse) und die Harmlosigkeit (keine gefährlichen Komplikationen).

#### Infektionen
Es können selten Infektionen an den Stellen der Implantation entstehen, meistens bei der Wundheilung. Extrem selten sind Spätinfektionen.

#### Schmerzen
Manchmal fühlen die Patienten an den Elektrodendurchtrittsstellen unangenehme Missempfindungen, sehr selten schmerzen.

#### Elektrodenbruch/Materialdefekt
In wenigen Fällen sind Elektrodenbrüche beschrieben, z. B. im Rahmen von Kampfsport durch gezielte Tritte auf das Gehäuse des Gerätes.
Insgesamt ist das Verfahren aus medizinischer Sicht sehr sicher, bei Bruch oder Infektion kann es einfach entfernt werden, sechs Monate später kann es wieder implantiert werden.

### Nachteile
Für den Betroffenen ist der Hauptnachteil, dass er ein Leben lang einen Fremdkörper tragen und alle drei bis zehn Jahre über einen kleinen Eingriff die Batterie wechseln lassen muss. Er ist in seiner Bewegung und Lebensqualität sonst nicht eingeschränkt.

#### Magnetresonanztomographie (MRT) bei SNS-Trägern
Laut Herstellerangaben sollten keine MRTs (Magnetresonanztomographien) bei Schrittmacherträgern erfolgen. Es mehren sich jedoch die Fallstudien, bei denen die Bildgebung ohne weitere Probleme durchgeführt wurde. Diese Einschränkung wurde 2015 von der Firma Medtronic gelockert, Hirn-MRTs sind nun erlaubt. Vermutlich sind die Risiken der MRT mit 1,5 Tesla nur physikalisch-theoretisch und ohne relevante Folgen für den Patienten.

#### Kosten
Das Verfahren ist teuer und technisch aufwendig: ein Neuromodulator kostet über 6000 Euro, eine Tine-Lead-Elektrode kostet über 2000 Euro. Es wurden Vergleiche zu den durch die Inkontinenz verursachten Kosten gemacht, die eindrücklich zeigen konnten, dass die SNS langfristig kostengünstiger als die sogenannten Hilfsmittel bei deutlich besserer Lebensqualität für die Patienten sind.

#### Mikrowellentherapie (Orthopädie)
Hier werden Mikrowellen auf den Körper appliziert, durch Wärmeentwicklung soll es zu einem therapeutischen Effekt kommen. Bei metallischen Implantaten im Bestrahlungsgebiet kommt es zu hoher schädigender Hitzeentwicklung im Implantat (Elektrode, Gehäuse). Dies ist die einzige absolute Kontraindikation für das Verfahren. Hierbei ist die Anwendung der „normalen“ Mikrowellen eines handelsüblichen Mikrowellenofens nicht gemeint.